# Philippe N'Dioro
Philippe N'Dioro (né le 24 juin 1962 à Moulins) est un ancien footballeur international camerounais. Il évoluait au poste d'attaquant, et a notamment joué au CO Le Puy, à l'Olympique lyonnais et à l'OGC Nice.
Il est le grand frère de Franck N'Dioro, footballeur puis entraîneur français.

## Biographie

### Carrière de joueur

#### En club
Philippe N'Dioro est formé au CO Le Puy, où il commence sa carrière en Division 4 et obtient la promotion en Division 3 avec les Ponots en 1979.
Il est transféré à l'Olympique lyonnais en 1980, et ne peut empêcher la descente en Division 2 de l'OL en 1983.
Il retourne en 1984 dans son club formateur du CO Le Puy puis joue part pour le Limoges FC en 1985.
En 1986, il s’engage en faveur de l'OGC Nice, où il forme un redoutable duo en attaque avec le sénégalais Jules Bocandé, qui devient son ami et avec qui il part en vacances au Sénégal ou au Cameroun.
Il joue ensuite durant la saison 1989-1990 pour l'AS Red Star 93 en Division 2, et revient à l'OGC Nice, où il termine sa carrière professionnelle en 1991.
Il termine sa carrière en véritable star dans le championnat de Malaisie, réussissant à marquer un but de 55 mètres lors d'un match télévisé.
Il a participé au jubilés de Roger Milla de 1987 à 1989 et au jubilé de Sarr Boubacar en décembre 1986.

#### En sélection
N'Dioro est appelé pour la première fois en équipe du Cameroun par Claude Le Roy en 1985 pour un tournoi de l'UDEAC au Gabon. Il y côtoie notamment son idole de jeunesse Roger Milla.

### Après-carrière
Il devient par la suite propriétaire d'un magasin dans l'île de Bali. Il frôle ensuite la mort lors des attentats de Bali du 12 octobre 2002, durant lesquels il était devant le magasin en face de celui où l’explosion a eu lieu.

## Clubs
- 1978-1980 :  CO Le Puy
- 1980-1984 :  Olympique lyonnais
- 1984-1985 :  CO Le Puy
- 1985-1986 :  Limoges FC
- 1986-1989 :  OGC Nice
- 1989-1990 :  AS Red Star 93
- 1990-1991 :  OGC Nice

## Palmarès
Vierge